# Тавареде
Тавареде (порт. Tavarede; МФА: [tɐ.vɐ.ˈɾe.dɨ]) — парафія в Португалії, у муніципалітеті Фігейра-да-Фош. Розташована в західній частині країни, на теренах історичної португальської провінції Бейра. Входить до складу округу Коїмбра. За адміністративним поділом, чинним до 1976 року, терени парафії були складовою провінції Берегова Бейра. Належить до Коїмбрської діоцезії Католицької церкви. Патрон — Мартин Турський. Площа — 10,7229 км². Населення — 9441 ос. (2011). Середньо урбанізований регіон. Густота населення — 880,45 осіб/км²
. Код — 060512.

## Населення
| Кількість мешканців | Кількість мешканців | Кількість мешканців | Кількість мешканців | Кількість мешканців | Кількість мешканців | Кількість мешканців | Кількість мешканців | Кількість мешканців | Кількість мешканців | Кількість мешканців | Кількість мешканців | Кількість мешканців | Кількість мешканців | Кількість мешканців |
| ------------------- | ------------------- | ------------------- | ------------------- | ------------------- | ------------------- | ------------------- | ------------------- | ------------------- | ------------------- | ------------------- | ------------------- | ------------------- | ------------------- | ------------------- |
| 1864                | 1878                | 1890                | 1900                | 1911                | 1920                | 1930                | 1940                | 1950                | 1960                | 1970                | 1981                | 1991                | 2001                | 2011                |
| 1 001               | 1 235               | 1 668               | 1 899               | 2 245               | 2 216               | 2 753               | 2 164               | 2 294               | 2 729               | 2 638               | 3 321               | 5 562               | 7 722               | 9 441               |